# Morti nel 1520
| Questa pagina contiene informazioni ricavate automaticamente dalle voci biografiche con l'ausilio del template Bio e di un bot. L'aggiornamento è periodico e automatico e ricostruisce completamente la pagina. Se manca una persona in questa lista, sei pregato di non aggiungerla, ma accertati piuttosto che la sua voce biografica contenga il template Bio e che i dati anagrafici siano correttamente compilati. Se il template Bio manca, inseriscilo tu stesso o, in alternativa, metti l'avviso {{tmp\|Bio}} che ne segnala la mancanza. Se i dati riportati sono sbagliati, correggi direttamente la voce biografica; le modifiche saranno visibili in questa lista entro pochi giorni. Per chiarimenti vedi il progetto biografie. La lista contiene solo le 60 persone che sono citate nell'enciclopedia e per le quali è stato implementato correttamente il template Bio. Pagina aggiornata al 7 gen 2025. |

## Gennaio(1)
- 30 gennaio - Galeazzo I Pallavicino, condottiero italiano

## Febbraio(2)
- 7 febbraio - Alfonsina Orsini, sovrana italiana (n. 1472)
- 24 febbraio - Alfonso d'Aragona, arcivescovo cattolico spagnolo (n. 1470)

## Marzo(3)
- 20 marzo - Fabrizio I Colonna, condottiero italiano (n. 1460)
- 20 marzo - Lodovico Euffreducci, nobile italiano (n. 1497)
- 24 marzo - Alessandro Simeoni da Carnasciale, nobile e condottiero italiano

## Aprile(2)
- 6 aprile - Raffaello Sanzio, pittore e architetto italiano (n. 1483)
- 11 aprile - Agostino Chigi, banchiere, imprenditore e armatore italiano (n. 1466)

## Maggio(1)
- 16 maggio - Troiano Caracciolo, I principe di Melfi, nobile e militare italiano

## Giugno(4)
- 1º giugno - Claudio di Seyssel, arcivescovo cattolico, giurista e letterato italiano (n. 1458)
- 11 giugno - Giampaolo Baglioni, nobile e condottiero italiano
- 15 giugno - Jacopo Filippo Foresti, monaco cristiano e letterato italiano (n. 1434)
- 29 giugno - Montezuma, sovrano azteco

## Luglio(1)
- 16 luglio - Raffaele Regio, umanista e filologo italiano (n. 1440)

## Agosto(3)
- 6 agosto - Cunegonda d'Austria, nobile (n. 1465)
- 25 agosto - Rinieri della Sassetta, nobile, condottiero e politico italiano
- 25 agosto - Ippolita Torelli, nobildonna e poetessa italiana (n. 1501)

## Settembre(7)
- 3 settembre - Ippolito d'Este, cardinale e arcivescovo cattolico italiano (n. 1479)
- 3 settembre - Luigi Tasso, vescovo cattolico italiano (n. 1468)
- 15 settembre - Elio Lampridio Cerva, poeta, umanista e lessicografo dalmata (n. 1463)
- 17 settembre - Leonardo Grosso della Rovere, cardinale e vescovo cattolico italiano (n. 1464)
- 21 settembre - Viktorin Kornel ze Všehrd, letterato, scrittore e giurista ceco (n. 1460)
- 22 settembre - Selim I, sultano ottomano (n. 1470)
- 23 settembre - Elena Duglioli, mistica italiana (n. 1472)

## Ottobre(2)
- 14 ottobre - Gaspar Ponz, vescovo spagnolo
- 18 ottobre - Pier Gerlofs Donia, pirata olandese (n. 1480)

## Novembre(3)
- 5 novembre - Alonso Suárez de la Fuente del Sauce, vescovo cattolico spagnolo
- 8 novembre - Erik Johansson Vasa, nobile svedese (n. 1470)
- 10 novembre - Luigi di Borbone-Vendôme, principe (n. 1473)

## Dicembre(3)
- 6 dicembre - Bartolomé Ordóñez, scultore spagnolo (n. 1480)
- 15 dicembre - Diego de Guevara y Quesada, funzionario, ambasciatore e collezionista d'arte spagnolo
- 20 dicembre - Amanieu d'Albret, cardinale francese

## Senza giorno specificato(28)
- Cacamatzin, re (n. 1483)
- Saccardo da Soncino, condottiero italiano
- Sten Sture il Giovane, sovrano svedese (n. 1493)
- Visunarat, sovrano laotiano (n. 1465)
- Juan de Bermúdez, esploratore e navigatore spagnolo
- Michele Bertucci, pittore italiano (n. 1493)
- Massimiliana Bona, religiosa italiana (n. 1480)
- Raffaello Botticini, pittore italiano (n. 1477)
- Pedro Álvares Cabral, navigatore e esploratore portoghese (n. 1467)
- Domenico Coletta, vescovo cattolico italiano
- Littifredi Corbizi, miniatore italiano (n. 1465)
- Cuitláhuac,  azteco
- Bernardo Dovizi da Bibbiena, cardinale, diplomatico e drammaturgo italiano (n. 1470)
- Giorgio Benigno Salviati, arcivescovo cattolico bosniaco (n. 1445)
- Henri Estienne il Vecchio,  francese (n. 1470)
- Marcello Filosseno, letterato e religioso italiano (n. 1450)
- Pierre Garcie-Ferrande, marinaio e cartografo francese (n. 1430)
- Taddea Gonzaga, nobildonna italiana
- Anne Hastings, nobildonna inglese (n. 1471)
- Enea Hirpino, poeta italiano
- Jinbō Yoshimune, militare giapponese
- Cristoforo Magnanini, vescovo italiano
- Palladio Negri, umanista italiano
- Bernardino Otranto, monaco cristiano italiano (n. 1430)
- Wolf Traut, pittore tedesco
- Juan Velázquez de León, esploratore spagnolo
- Alfonso Visconti, nobile e condottiero italiano
- Juan de Cartagena, marinaio e esploratore spagnolo